# Arduboy

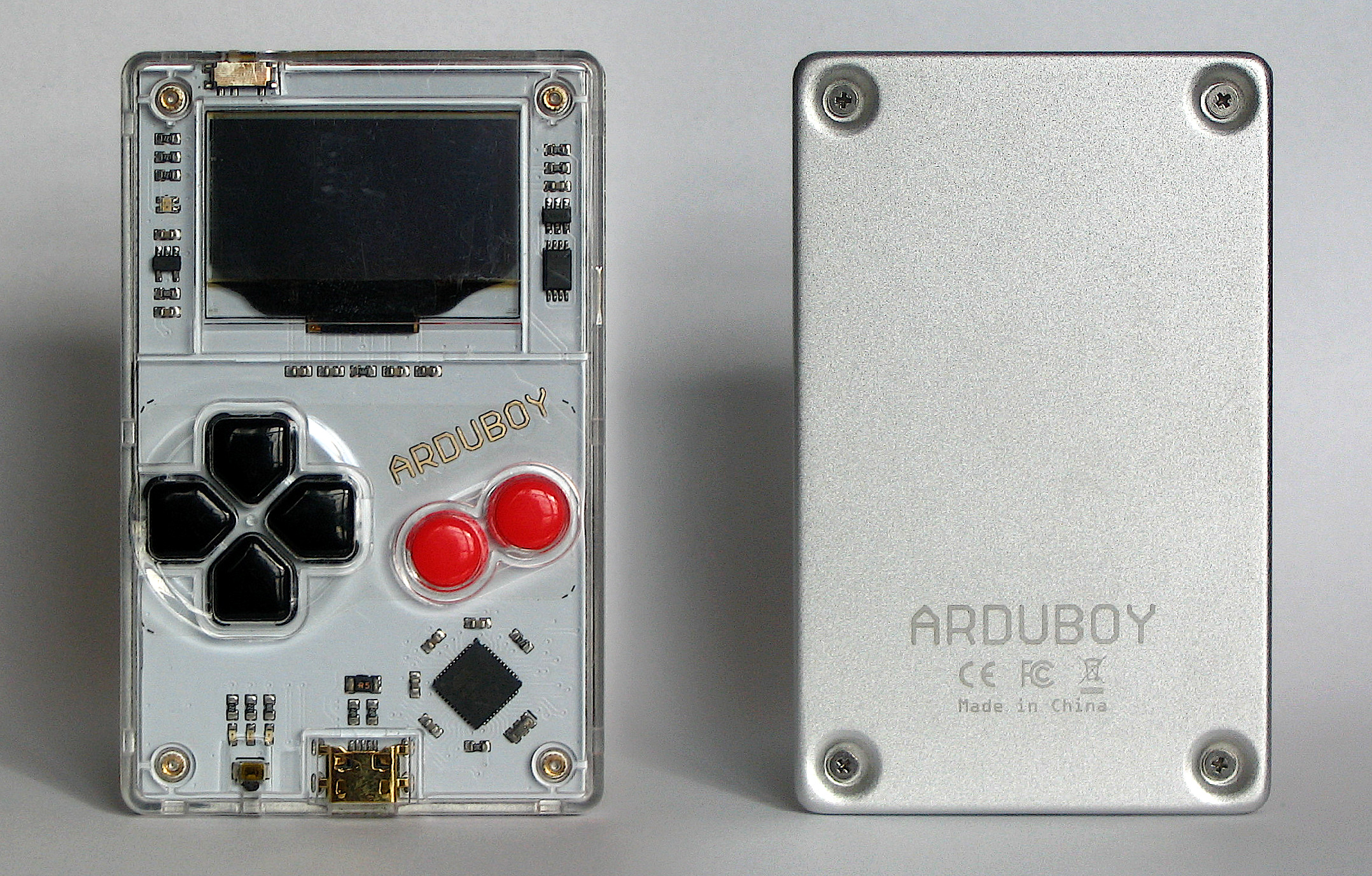
console de jeux Arduboy

L'arduboy est une console portable de jeux vidéo 8 bits basée sur la plateforme open source Arduino.
C'est initialement un projet Kickstarter de Kevin Bates qui a vu le jour début 2015 et qui a obtenu plus de 400 000$ avec plus de 7 000 contributeurs.

## Spécifications techniques
Les spécifications techniques de la machine sont les suivantes,,,:
- écran : OLED monochrome de 1.3 pouces et de résolution 128 x 64
- processeur : ATmega32u4 de 8MHz
- mémoire : 32KB Flash, 2.5KB RAM, 1KB EEPROM
- connectivité : USB 2.0
- 6 boutons
- sorties : 128x64 1Bit OLED, 2 Ch. Piezo Speaker et une LED Blinky[8]
- batterie : 180 mAh

## Annexe